# Literaturhaus Stuttgart
Das Literaturhaus Stuttgart wurde 2001 eröffnet und feierte am 18. November 2021 sein 20-jähriges Jubiläum. Träger ist der Verein Literatur- und Medienhaus Stuttgart. Das Literaturhaus ist ein Ort der Begegnung, der Vermittlung von Literatur und der Beschäftigung mit und Auseinandersetzung über zeitgenössische Themen.

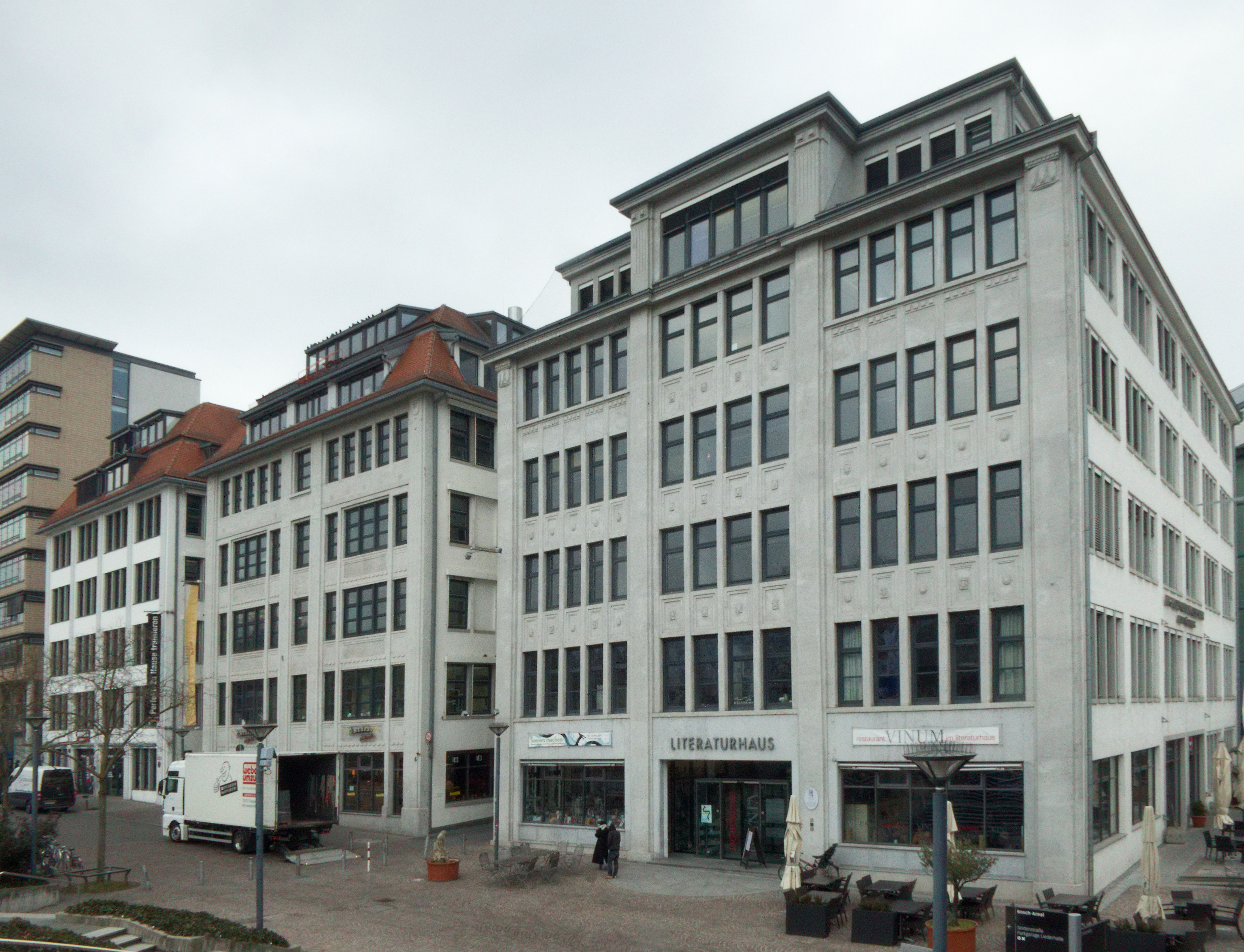
Das Literaturhaus Stuttgart im denkmalgeschützten ehemaligen Verwaltungsgebäude der Firma Bosch

## Geschichte
Auf Initiative von Stuttgarter Bürgern wurde 1997 der Verein Literatur- und Medienhaus Stuttgart e.V. gegründet, mit dem Ziel, in Stuttgart ein Literaturhaus einzurichten. Diesem gelang es mit viel Engagement und Spenden, die Stadt zu überzeugen, dass eine solche Institution Stuttgart gut zu Gesichte stehen würde.
Neben dem Trägerverein des Literaturhauses Stuttgart mit etwa 900 Mitgliedern erfährt das Literaturhaus zusätzliche, ins besondere auch finanzielle Unterstützung durch den Verein der Freunde des Literaturhauses Stuttgart mit 180 bis 200 Mitgliedern. Zu ihnen zählen unter anderem Michael Klett, Wieland Backes und Walter Sittler.
Die Eröffnung 2001 unterstützte W. G. Sebald mit einer Rede. 2011 konnte der erste Geschäftsführer Florian Höllerer das zehnjährige Jubiläum feiern, bevor er sich nach Berlin verabschiedete, um 2014 Stefanie Stegmann die Leitung des Hauses zu überlassen.

## Aktivitäten

### Autorengespräche
Das Herz der Aktivitäten bilden Buchbesprechungen und Lesungen mit lokalen, deutschen und internationalen Schriftstellern, Übersetzern, Wissenschaftlern, Unternehmern oder Journalisten. Zu etwa 120 Veranstaltungen lädt das Literaturhaus pro Jahr ein. Bei Publikumsmagneten wie Orhan Pamuk, Siri Hustvedt oder Wolfgang Schorlau mit bis zu über 1000 Teilnehmern finden die Lesungen auch mal in einem Saal von nahe gelegenen Institutionen, wie der Liederhalle, des Hospitalhofs oder der Alten Reithalle statt.

### Veranstaltungsreihen
Es gibt zahlreiche Formate, die als Veranstaltungsreihen ein Thema mit unterschiedlichen Aspekten beleuchten. Einige davon sollen beispielhaft beschrieben werden:
Eine der ältesten ist die Carte Blanche, bei der sich ein immer wieder neu eingeladener Interviewer einen französischsprachigen Gesprächspartner wünschen darf.
Ilija Trojanow hat die Veranstaltungsreihe Afrikanissimo ins Leben gerufen, bei der er zwischen 2008 und 20017 junge afrikanische Autoren vorstellte und mit ihnen über Motivation und Werk sprach.
Vom 28. Januar bis zum 2. Februar 2015 fanden über ein verlängertes Wochenende hinweg Flüchtlingsgespräche statt. Den Auftakt machten Josef Haslinger und Roger Willemsen mit der Erinnerung daran, dass nicht nur die Anderen – Syrer, Afghanen, Afrikaner vieler Länder – Flüchtlinge sind, sondern dass etwa manche Großeltern eigene Flüchtlingserfahrungen haben. Während der 4 Tage kamen Autoren, Musiker, Schauspieler und internationale Gäste aus Politik, Wissenschaft und Journalismus zu Gehör, deren Arbeiten durch Erfahrungen von Flucht, Vertreibung und Ausgrenzung geprägt wurden.
Seit Ende 2015 gibt es die Veranstaltungsreihe Klassiker der Literaturgeschichte, ein Kooperationsprojekt mit einer Reihe von wechselnden Sponsoren, das von Ulrike Draesner und John von Duffel gestaltet und moderiert wird. Regelmäßig überträgt der Südwestrundfunk im 2. Programm (SWR2) die entsprechenden Veranstaltungen. Mit von der Partie ist Timo Brunke, der die Themen in einer Poetry Performance kommentiert.

### Projekte und Festivals
Das Festival des Scheiterns widmete sich dem Tabu des Scheiterns in Literatur, Gesellschaft, Politik und Wirtschaft.
Das Festival Change nahm Zusammenhänge zwischen Literatur, Kunst und Protestkulturen Mittelosteuropas und Nordafrikas unter die Lupe.
Unter dem Titel Poesie in der Stadt wurden in Stuttgart und der Region von Anfang Juli bis Ende August 2003 über 300 Großplakate, 500 Citylights und ein Megaplakat am Charlottenplatz mit Gedichten aufgehängt. Die Plakataktion brachte Lyrik dorthin, wo sie am wenigsten erwartet wurde: An Werbeflächen, die ansonsten rein kommerziellen Zwecken vorbehaltenen sind, konnte die Poesie so Überraschungsmomente erzeugen.
Comics und Graphic Novels als Ausstellungen in den Veranstaltungsräumen des Literaturhauses zu präsentieren hat Tradition. So wurde etwa zur Publikation.„Kafka in Komiks“ eine Ausstellung entwickelt, die im Anschluss durch andere europäische Länder tourte.

### U35 – Das Literaturhaus für junge Leser
2017 wurden zum ersten Mal junge Leser unter 35 Jahren gezielt vom Literaturhaus angesprochen. Dafür wurden unterschiedliche Formate entwickelt. In der zwischen/lese geht es darum, sich zu treffen und bei Getränken und Leckerbissen über aktuelle Bücher oder ältere Fundstücke zu sprechen. Unter dem Titel zwischen/stopp werden Ausflüge zu literarischen Pilgerorten organisiert. 2014 haben Friederike Ehwald und Verena Ströbele das Format zwischen/miete ins Leben gerufen. Wechselnde Stuttgarter Wohngemeinschaften bieten Räume, Bier und Brezeln für die Lesung eines jungen Autors oder einer jungen Autorin an. Zum Start las Martin Kordić aus seinem Buch Wie ich mir das Glück vorstelle. Seitdem konnten pro Jahr mehrere Lesungen in diesem Format organisiert werden. Im zwischen/stand können Teilnehmer eigene Gedichte und Prosatexte im kleinen Kreis unter Gleichgesinnten vorstellen.

### Schreibwerkstätten
Von 2001 bis 2006 besuchten Jugendliche im Alter von 14 bis 21 Jahren Kurse des Literaturhauses in den Bereichen Prosa, Lyrik, Reportage, Drama, Comic, Rap und Science Fiction. Von 2006 bis 2011 haben dann ausgewählte Schulen die Werkstattangebote in ihren Deutschunterricht integriert. Fortbildungen für Lehrer und eine wissenschaftliche Evaluation ergänzen die praktische Arbeit. Dieses Projekt wurde 2007 mit dem Zukunftspreis Jugendkultur der PricewaterhouseCoopers-Stiftung sowie mit dem Preis Kinder zum Olymp der Kulturstiftung der Länder ausgezeichnet.
Aus diesem Projekt hat das Literaturhaus ein landesweites und universitär begleitetes zweijähriges Fortbildungsprogramm entwickelt, das LehrerInnen in der kreativen Schreibvermittlung im Deutschunterricht schulte. Um die pädagogische Arbeit im Bereich der Literaturvermittlung dauerhaft zu etablieren, wurde unter dem Dach des Literaturhauses das Literaturpädagogischen Zentrum eingerichtet.

## Gebäude
Das Literaturhaus Stuttgart ist auf zwei Etagen im denkmalgeschützten ehemaligen Verwaltungsgebäude der Firma Bosch untergebracht. Bei der Neugestaltung des heute so genannten Bosch-Areals am Berliner Platz wurde dieses Gebäude renoviert und für die Beherbergung des Literaturhauses gestaltet. Dazu gehört auch das ehemalige Arbeitszimmer von Robert Bosch. Im Gebäude gibt es auch noch einen historischen Pater-Noster, der jedoch nicht mehr in Betrieb ist. Seit 2017 sind zwei Etagen im Besitz des Literaturhaus-Vereins. Im Erdgeschoss befinden sich das Literaturhaus-Lokal Vinum sowie eine Buchhandlung, die dafür sorgt, dass bei Veranstaltungen genügend Signier-Exemplare zur Verfügung stehen.
Die Stadt Stuttgart finanziert das Literaturhaus mit rund einem Viertel des laufenden Etats. Bei der Gründung des Literaturhauses im November 2001 wurde dem Literaturhaus zugesichert, dass es die beiden Etagen nach 10 Jahren käuflich erwerben kann. Dafür wurden 2,5 Mio. € von der Stadt Stuttgart zur Verfügung gestellt, 1,5 Mio. € wurden durch private Spenden aufgebracht.
2016–2018 wurden die Räume renoviert und mit Klimaanlage versehen.

## Leitung
Erster Leiter des Literaturhauses von 2001–2013 war Florian Höllerer. Nachdem Höllerer zum Literarischen Colloquium Berlin gewechselt ist, übernahm die Germanistin Stefanie Stegmann 2014 die Leitung des Literaturhauses. Stegmann hatte seit 2005 das Literaturbüro Freiburg geleitet und ein Konzept für ein Literaturhaus in Freiburg ausgearbeitet. Dieses wurde am 22. Oktober 2017 mit Unterstützung von Stegmann eröffnet.

## Preisverleihungen

### Literaturpreis des Wirtschaftsclubs im Literaturhaus Stuttgart
Der Preis des Wirtschaftsclub wird an Autoren vergeben, „die sich mit Themen der Wirtschafts- bzw. Arbeitswelt kritisch und literarisch anspruchsvoll auseinandersetzen“. Preisträger seit 2009 waren unter anderem Annette Pehnt, Felicia Zeller, Soeren Voima, Beqë Cufaj, Martin Schäuble, Matthias Nawrat, Martin Suter, Philipp Schönthaler und Arno Frank.

### Schwäbischen Lindwurm – der Preis für Fantastik
Der Schwäbische Lindwurm erhielt seinen Namen in Gedenken an den Plateosaurus, der besonders häufig im baden-württembergischen Raum gefunden wurde. Mit diesem Preis sollen herausragende Leistungen auf dem Gebiet der Fantastik geehrt werden. Der Preis wurde 2013 ins Leben gerufen und wird im Rahmen der Dragon Days im Literaturhaus verliehen.

### Comicbuchpreis der Berthold Leibinger Stiftung
Der Preis wird seit 2015 jährlich jeweils im Mai von der Berthold Leibinger Stiftung für einen hervorragenden, unveröffentlichten, deutschsprachigen Comic vergeben und ist mit 15.000 Euro dotiert. Parallel zur Preisverleihung wird jeweils eine Ausstellung von Blättern des preisgekrönten Comics im Literaturhaus Stuttgart organisiert. Die Ausstellung wandert anschließend in weitere interessierte Institutionen, wie dem Literarischen Colloquium Berlin oder anderen Literaturhäuser. Bisherige Preisträger sind:
- 2015 Birgit Weyhe für Madgermanes[10]
- 2016 Uli Oesterle für Vatermilch[11]
- 2017 Tina Brenneisen für Das Licht, das Schatten leert[12]
- 2018 Tim Dinter und Thomas Pletzinger für Blåvand[13]
- 2019 Anke Kuhl für Manno![14]
- 2020 Max Baitinger für Sibylla[15]
- 2021 Mia Oberländer für Anna[16]

## Ausstellungen
- 2011 François-Marie Banier – Beckett (Fotos)
- 2011 Hochzeit Ostend – Manfred Esser
- 2013 Helmut Heißenbüttel: Literatur für alle. Die Ausstellung entstand während eines Seminars an der FU Berlin – geleitet von Johanna Bohley (FU Berlin) und Lutz Dittrich (Literaturhaus Berlin).
- 2013 K: KafKa in KomiKs. Kuratiert von David Zane Mairowitz und Małgorzata Zerwe.
- 2017 Wanted: Wendelin Niedlich! Kuratiert wurde sie von Heike Gfrereis, die langjährige, derzeit auf eigenen Wunsch freigestellte Leiterin der Marbacher Literaturmuseen, und gestaltet von Diethard Keppler.
- 2019 Manno! – Comic-Zeichnungen von Anke Kuhl
- 2019 Und das hast du dir alles ausgedacht?! – Collagen & Kollaborationen von Lydia Daher
- 2020 Homing – auf der Suche nach Zuhause | descoperind acasă – von Ema Staicut, Lavinia Braniște, Andrea Wolfer, Julia Lauter, Gabriel Amza, Philipp Meuser, Enver Hirsch, Jan Anderson, Juha Hansen, Holger Fröhlich

### Literaturschaufenster – Autoren, die wir nicht vergessen wollen
Im Erdgeschoss des Literaturhauses steht eine Vitrine, die regelmäßig von Ulrich Keicher gestaltet und besprochen wird. Bisher wurden folgende Autoren und Buch-Reihen ausgestellt:
- 2015 Hans Bender (1919–2015)
- 2015 Christoph Meckel (1935–2020)
- 2015 Christine Lavant (1915–1973)
- 2015 Johannes Bobrowski (1917–1965)
- 2015 Peter O. Chotjewitz (1934–2010)
- 2016 Kyra Stromberg (1916–2006)
- 2016 Guntram Vesper (1941–2020)
- 2016 Helmut Heißenbüttel (1921–1996)
- 2016 Wolfgang Hildesheimer (1916–1991) und Peter Weiss (1916–1982)
- 2017 contemporains – Poesie und Prosa (1968–1970) – Eine Reihe bekannter französischer Autoren der Moderne, die von Friedhelm Kemp herausgegeben und von Josua Reichert und Friedrich Pfäfflin gestaltet wurde.
- 2017 Kurt Marti (1921–2017) und Egon Schwarz (1922–2017)
- 2017 Wolfgang Hilbig (1941–2007)
- 2017 sammlung insel (1965–1969) – Eine Buchreihe des Inselverlages.
- 2018 Albrecht Fabri (1911–1998)
- 2018 Elisabeth Walther-Bense (1922–2018)
- 2018 Albert Kapr (1918–1995)
- 2018 Die vergessene Revolution der Lyrik: Rainer Maria Gerhardt (1927–1954), Werner Riegel (1925–1956), Alexander Xaver Gwerder (1923–1952) und Bernhard Koller (1934–1955)[17]
- 2019 Klaus Nonnenmann (1922–1993)
- 2019 Günter Schöllkopf (1935–1979)
- 2019 Brigitte Kronauer (1940–2019) und Peter Hamm (1937–2019)
- 2020 Italo Svevo (1861–1928)
- 2020 Larifari – Der Anfang – Titel von Erstlingswerken von 98 Schriftstellern der Moderne, die aufgrund der Corona-Pandemie online betrachtet werden können.[18]

## Bisherige Gäste (Auswahl)
Nie geht es nur um Autoren und ihre neuen Bücher. Kollegen, Literaturkritiker, Übersetzer, Verleger, Literaturwissenschaftler sprechen mit Autoren über die Themen, die sie bewegen. Mal ist die eigene Stadt im Fokus mit lokalen Lyrikern, Krimiautoren, Musikern, Architekten, Köchen. Mal lernen die Stuttgarter Berliner, Kölner oder Hamburger kennen. Mal stellt Denis Scheck bekannte und weniger bekannte Autoren vor. Mal werden in Zusammenarbeit mit dem Institut français Stuttgart, dem Istituto italiano di Cultura Stoccarda, dem Deutsch-Türkischen Forum Stuttgart oder der Deutsch-Indischen Gesellschaft Stuttgart ausländische Autoren vorgestellt. Mal präsentiert Ilija Trojanow junge Schriftsteller aus fernen Welten. Mal geht es im Wirtschaftsclub Stuttgart um wirtschaftliche oder gesellschaftliche Themen. Hier eine Auswahlliste von Gästen der Veranstaltungsprogramme seit 2001:
- Melinda Nadj Abonji
- Lorraine Adams
- Tschingis Aitmatow
- Doğan Akhanlı
- Maike Albath
- Jutta Allmendinger
- Eli Amir
- Paul Auster
- Lukas Bärfuss
- Nanni Balestrini
- Julian Barnes
- Patrick Bebelaar
- Louis Begley
- Norbert Beilharz
- Stefano Benni
- Sibylle Berg
- Peter Bichsel
- Elisabeth Borchers
- Nora Bossong
- Horst Brandstätter
- Adrienne Braun
- André Brink
- Alina Bronsky
- Timo Brunke
- Michael Chabon
- Peter O. Chotjewitz
- J. M. G. Le Clézio
- Herta Däubler-Gmelin
- Ralf Dahrendorf
- György Dalos
- Régis Debray
- Friedrich Christian Delius
- Kiran Desai
- Michèle Desbordes
- Assia Djebar
- Tankred Dorst
- Wiglaf Droste
- Hans-Peter Dürr
- Karen Duve
- Carolin Emcke
- Urs Engeler
- Per Olov Enquist
- Erhard Eppler
- Elke Erb
- Jenny Erpenbeck
- Elena Esposito
- Péter Esterházy
- Jan Faktor
- Nuruddin Farah
- Naomi Fearn
- Carlo Feltrinelli
- Aris Fioretos
- Richard Ford
- Julia Franck
- Jonathan Franzen
- Franzobel
- Zsuzsanna Gahse
- Arno Geiger
- Ines Geipel
- Wilhelm Genazino
- Robert Gernhardt
- Hermann Glaser
- André Glucksmann
- Nora Gomringer
- Günter Grass
- Juliette Gréco
- Alfred Grosser
- David Grossman
- Durs Grünbein
- Arnon Grünberg
- Wolf Haas
- Gerd Haffmans
- Peter Härtling
- Anna Katharina Hahn
- Peter Hamm
- Rebecca Harms
- Harald Hartung
- Josef Haslinger
- Hawelka
- Uta-Maria Heim
- Christoph Hein
- Hallgrímur Helgason
- Judith Hermann
- Thomas Hettche
- Barbara Honigmann
- Felicitas Hoppe
- Michel Houellebecq
- Felix Huby
- Frieda Hughes
- Witi Ihimaera
- Olli Jalonen
- Tahar Ben Jelloun
- Inge Jens
- Walter Jens
- Gert Jonke
- Ismail Kadare
- Wladimir Kaminer
- Daniel Kehlmann
- A. L. Kennedy
- Gilles Kepel
- Navid Kermani
- Imre Kertész
- Yasmina Khadra
- Abbas Khider
- Bodo Kirchhoff
- Friedrich Kittler
- Georg Klein
- Michael Klett
- Thomas Kling
- Vincent Klink
- Uwe Kolbe
- Ursula Krechel
- Brigitte Kronauer
- Dieter Kühn
- Katja Lange-Müller
- Christine Lehmann
- Sibylle Lewitscharoff
- Zülfü Livaneli
- Sigrid Löffler
- Davide Longo
- Gila Lustiger
- Paul Maar
- Dacia Maraini
- Lebogang Mashile
- Francesca Melandri
- Eva Menasse
- Catherine Millet
- Sudabeh Mohafez
- Franz Mon
- Margriet de Moor
- Herta Müller
- Les Murray
- Sten Nadolny
- Jusuf Naoum
- Marie NDiaye
- Maria Negroni
- Wolfgang Niess
- Paul Nizon
- M. A. Numminen
- Kenzaburô Ôe
- Celil Oker
- Sofi Oksanen
- Tommy Orange
- Roland Ostertag
- Julie Otsuka
- Frei Otto
- Amos Oz
- Oskar Pastior
- Claus Peymann
- Matthias Politycki
- Heribert Prantl
- Fritz J. Raddatz
- Ilma Rakusa
- Christoph Ransmayr
- Lutz Rathenow
- Jan Philipp Reemtsma
- Marcel Reich-Ranicki
- Edgar Reitz
- Edzard Reuter
- Monika Rinck
- Thomas Rosenlöcher
- Friederike Roth
- Thomas Rothschild
- Arundhati Roy
- Peter Rühmkorf
- Rüdiger Safranski
- Said
- Peter Salomon
- Marjane Satrapi
- Riad Sattouf
- Judith Schalansky
- Rafik Schami
- Denis Scheck
- Andrea Maria Schenkel
- Bernhard Schlink
- Volker Schlöndorff
- Peter Schneider
- Raoul Schrott
- Ingo Schulze
- Alice Schwarzer
- W. G. Sebald
- Georg Seeßlen
- Elif Shafak
- Zeruya Shalev
- Shumona Sinha
- Peter Sloterdijk
- Werner Sobek
- Susan Sontag
- Peter Stamm
- Saša Stanišić
- Heinrich Steinfest
- Ulf Stolterfoht
- Marlene Streeruwitz
- Antje Rávik Strubel
- Graham Swift
- Yoko Tawada
- Ece Temelkuran
- Katharina Thalbach
- Klaus Theweleit
- Ville Tietäväinen
- Olga Tokarczuk
- Uwe Timm
- Chika Unigwe
- Barbara Vine
- Klaus Wagenbach
- Alissa Walser
- Martin Walser
- Anne Weber
- Marina Weisband
- Urs Widmer
- Roger Willemsen
- Wolf Wondratschek
- Beat Wyss
- Christa Wolf
- Liao Yiwu
- Feridun Zaimoglu
- Juli Zeh
- Hanns Zischler
- Elisabeth Zöller

## Vernetzung

### Regional
Das Literaturhaus Stuttgart kooperiert durch Austausch und gemeinsame Veranstaltungen mit regionalen Institutionen, wie dem Institut français Stuttgart, dem Deutsch-Türkischen Forum Stuttgart, dem Jungen Ensemble Stuttgart, dem Istituto Italiano di Cultura Stoccarda, dem Stuttgarter Schriftstellerhaus und einer Menge anderer Einrichtungen auf regionaler Ebene."

### Netzwerk der Literaturhäuser
Seit 2002 gab es einen losen Verbund der Literaturhäuser des deutschsprachigen Raums untereinander. Stuttgart war von Anfang an dabei. Seit 2008 gibt es das Netzwerk der Literaturhäuser als eingetragenen Verein mit einer Koordinierungsstelle in München. Stand 2020 beteiligen sich vierzehn Literaturhäuser an diesem Netzwerk. Das Literaturhaus Stuttgart profitierte dabei von Konzepten wie Poesie in der Stadt, den Lesereisen der Autoren, die den Preis der Literaturhäuser erhalten haben, der Kooperation mit Institutionen wie dem Fernsehsender Arte, der Wochenzeitung Die Zeit oder dem Goethe-Institut.

### Literarisches Colloquium Berlin
Nicht zuletzt durch Florian Höllerer, der der erste Leiter des Literaturhauses Stuttgart war, und heute Leiter des Literarischen Colloquium Berlin ist, gibt es eine enge Beziehung zu und regen Austausch mit dieser renommierten Einrichtung.

## Publikationen (Auswahl)
- Jan Peter Tripp / Franz Josef Tripp: Querfeldein – auf der Suche nach Jupp: zur Ausstellung „Vater & Sohn. Bilder über 40 Jahre Hinweg: Franz Josef Tripp – Jan Peter Tripp“ im Literaturhaus Stuttgart. Hrsg.: Literaturhaus Stuttgart. Keicher, Warmbronn 2006, ISBN 978-3-938743-30-0.
- Literaturhaus Stuttgart / Staatsgalerie Stuttgart (Hrsg.): Schocklädle: Dokumentation eines Comic-Story-Workshops für Jugendliche, der im Zeitraum Januar bis März 2005 in Kooperation von Literaturhaus Stuttgart und Staatsgalerie Stuttgart durchgeführt wurde. 2007, DNB 975016458.
- Stefan Dinter, Erwin Krottenthaler (Hrsg.): Comics machen Schule: Möglichkeiten der Vermittlung von Comics im Schulunterricht / ein Projekt des Literaturhauses Stuttgart. Klett Kallmeyer, Seelze 2007, ISBN 978-3-7800-1997-4.
- Literatur machen ...: Unterricht im Dialog. In: Literaturhaus Stuttgart 2002–2011. Band 1–16. Literaturhaus Stuttgart. Reihe unter der Federführung Erwin Krottenthaler, in der exklusiv Originalbeiträge veröffentlicht werden.
- Literaturhaus Stuttgart in Zusammenarbeit mit der American Academy Berlin (Hrsg.): Head to Head. Reihe über deutsch-amerikanische Zusammenhänge.
- Helmut Böttiger: Thomas Mann in Stuttgart: zu einer Ausstellung im Literaturhaus Stuttgart. In: Literaturhaus Stuttgart. Band 3. Keicher, Warmbronn 2010, ISBN 978-3-938743-81-2.
- Oswald Egger: Deutscher sein. In: Reihe Literaturhaus Stuttgart. Band 4. Keicher, Warmbronn 2017, DNB 1054445095.
- Zsuzsanna Gahse, Senthuran Varatharajah, Joanna Bator, Deniz Utlu, Björn Bicker, Ulf Stolterfoht: Auf Augenhöhe in Halbhöhe. In: Reihe Literaturhaus Stuttgart. Band 5. Keicher, Warmbronn 2017, DNB 116215750X.